# Lycée du Parc
El liceu du Parc (Lycée du Parc) és una escola secundària pública ubicada al sisè districte de Lió, França. El seu nom prové del Parc de la Tête d'Or, un dels parcs urbans més grans d'Europa, que es troba a prop.

Brinda educació a nivell de liceu i també ofereix classes preparatòries, o prépes, que preparen els estudiants per ingressar a les Grans Écoles d'elit com École Polytechnique, CentraleSupélec, École des Mines de Paris, ESSEC Business School, ESCP Business School i HEC Paris.
L'escola va ser construïda al lloc de l'antiga Lunette des Charpennes, part del sistema de fortificacions Ceintures de Lyon construït al segle xix.

## Ex-alumnes famosos
- Vladimir Jankélévitch, un musicòleg i filòsof francès
- Benoît Mandelbrot, un matemàtic conegut com el «pare de la geometria fractal»
- Eric-Emmanuel Schmitt, un filòsof, escriptor i dramaturg francès nacionalitzat belga